# Autoba silicula
Autoba silicula là một loài bướm đêm trong họ Erebidae.